# Constantes de Landau
En análisis complejo, las constantes de Landau son varias constantes matemáticas que describen el comportamiento de las funciones holomorfas definidas sobre el disco unidad.

## Definición
Sea {\displaystyle F} el conjunto de las funciones holomorfas {\displaystyle f} sobre el disco unidad {\displaystyle D=\{z\in \mathbb {C} \mid \left|z\right|<1\}} para las cuales:
{\displaystyle f'(0)=1}.
Para una función {\displaystyle f} dada de este conjunto, se define:
- {\displaystyle L_{f}} como el radio del mayor disco contenido en la imagen de {\displaystyle D} por {\displaystyle f};
- {\displaystyle B_{f}} como el radio del mayor disco que sea una imagen biholomorfa de un subconjunto de {\displaystyle D}.

Las constantes de Landau {\displaystyle L} y {\displaystyle B} se definen entonces como los ínfimos del conjunto de los {\displaystyle L_{f}} y {\displaystyle B_{f}} para todos los elementos de {\displaystyle F}.
Asimismo, se define la constante {\displaystyle A} de la misma manera que {\displaystyle B} al no considerar más que las funciones inyectivas de {\displaystyle F}.

## Valor aproximado
No se conoce el valor exacto de {\displaystyle L}, {\displaystyle B} y {\displaystyle A}, pero sí se sabe que
{\displaystyle 0.4330+10^{-14}<B<0.472\,\!}
{\displaystyle 0.5<L<0.544\,\!}
{\displaystyle 0.5<A\leq 0.7853.}